# Adam Weiner
Adam Weiner (ur. 28 marca 1975 w Gdyni) – polski piłkarz ręczny, bramkarz, reprezentant Polski. Srebrny medalista Mistrzostw Świata w Piłce Ręcznej Mężczyzn 2007. Od 2011 występował w Bundeslidze, w drużynie TSV Hannover-Burgdorf.

## Kariera
W Polsce grał w klubie Wybrzeże Gdańsk. Do Wilhelmshavener przyszedł w 1999 roku z innego niemieckiego zespołu SV Anhalt Bernburg. W reprezentacji Polski rozegrał 56 spotkań, na Mistrzostwach Świata 2007 był drugim bramkarzem. Błysnął w półfinałowym meczu z Danią, kiedy to w pierwszej połowie zastąpił Sławomira Szmala i został bohaterem spotkania – wybronił szereg rzutów duńskich piłkarzy.
5 lutego 2007 został odznaczony przez prezydenta Lecha Kaczyńskiego Złotym Krzyżem Zasługi.

## Sukcesy
- 2007:  Wicemistrzostwo Świata
- 2011:  puchar EHF